# David Wells Morgan

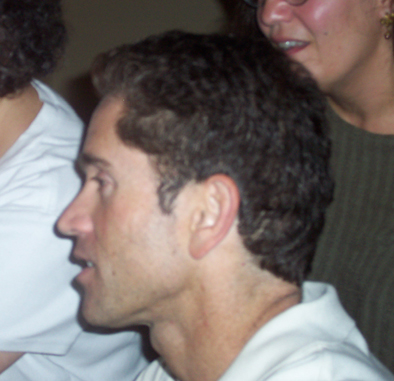
David Wells Morgan 2004

David Wells Morgan, oft einfach als David Morgan angesprochen, (* 22. Juli 1959; † 6. Februar 2013 in Charlotte, North Carolina) war ein US-amerikanischer Romanist und Neolatinist.

## Leben und Werk
David Morgan wurde am 22. Juli 1959 als Sohn von Thomas William Morgan (1930–2023) und Dorothy Wells (1926–2020) geboren. Sein Geburtsort ist nicht bekannt. David Morgan erwarb 1981 einen Bachelor of Arts in Französisch und Geschichte und einen Bachelor of Science (in Wirtschaftswissenschaften) am Wofford College in Spartanburg (South Carolina). 1984 erwarb er einen ersten Doktortitel in Rechtswissenschaften an der Vanderbilt University. Er arbeitete dann vier Jahre lang als Anwalt in New York und spezialisierte sich auf Unternehmensrecht.
Für viele überraschend gab er 1988 seine erfolgreiche Karriere als Anwalt auf und schrieb sich für ein Studium der französischen Sprache und Literatur an der Princeton University ein. Er erwarb hier zunächst einen Magisterabschluss und promovierte 1992 in französischer Literatur. Nach seinen Abschlüssen nahm er zunächst eine Lehr- und Forschungsstelle an der Columbia University an. 1993 wechselte er als Professor für französische Sprache an die Furman University.
Als Linguist war er nicht nur für seine Arbeiten im Bereich der französischen Sprache, sondern auch für seine hervorragenden Kenntnisse der lateinischen Sprache bekannt. In den frühen 2000er Jahren begann er, ein Neo-Latin Lexicon aufzubauen, das zunächst als „Morgan Lexikon“ und nach seinem Tod als „Morgan-Owens Lexikon“, nach Patrick M. Owens, der das Werk fortführte, bekannt wurde.
David Wells Morgan starb 2013 an einer Lebererkrankung.